# Ослово (Підляське воєводство)
Ослово (пол. Osłowo) — село в Польщі, у гміні Мельник Сім'ятицького повіту Підляського воєводства. Населення — 101 особа (2011).

## Історія
Вперше згадується 1582 року. Мешканці Ослова займалися рибальством на потреби мельницьких і сім'ятицьких міщан та сплавлюванням дерева з Берестя до Гданська.
У 1975—1998 роках село належало до Білостоцького воєводства.

## Демографія
Демографічна структура станом на 31 березня 2011 року:
|          | Загалом | Допрацездатний вік | Працездатний вік | Постпрацездатний вік |
| -------- | ------- | ------------------ | ---------------- | -------------------- |
| Чоловіки | 55      | 12                 | 30               | 13                   |
| Жінки    | 46      | 4                  | 21               | 21                   |
| Разом    | 101     | 16                 | 51               | 34                   |